# Копетдаг (футбольный клуб)
«Копетдаг» (туркм. Köpetdag) — туркменский профессиональный футбольный клуб из Ашхабада. Команда МВД Туркменистана. Один из самых известных и популярных профессиональных футбольных клубов в Туркменистане, основан в 1947 году. Шестикратный чемпион Туркменистана, шестикратный обладатель Кубка Туркменистана.

## История

### Чемпионат СССР
Участник 44 чемпионатов СССР (1947—1954, 1956—1991).
Выступал под названиями: «Локомотив» (1947—1949), «Спартак» (1950—1954), «Колхозчи» (1956—1959, 1976—1987), «Строитель» (1962—1975), «Копетдаг» (1960, 1961, 1988—1991).
- Вторая группа (1947—1949), лучшее место: 3-е в 1948 году
- Класс «Б» (1950—1954, 1956—1963), лучшее место: 2-е в 1963 году
- Класс «А»: вторая группа (1964—1969), первая группа (1970), лучшее место: 4-е в 1967 году
- Первая лига (1971—1974, 1976—1979), лучшее место: 9-е в 1976 году
- Вторая лига (1975, 1980—1991), лучшее место: 2-е в 1975 и 1991 годах

Одним из тренеров команды в 1980-е гг. был Валерий Непомнящий.

### Чемпионат Туркменистана

Старый логотип «Копетдага»

После распада СССР команда планировала принять участие в открытом чемпионате СНГ по футболу, но из-за многочисленных разногласий сам чемпионат не состоялся, а «Копетдаг» стал играть в независимом чемпионате Туркменистана.
Первые несколько лет команда была базовым клубом сборной Туркменистана.
С 1994 по 1999 год президентом ФК «Копетдаг» являлся Борис Шихмурадов (экс-министр МИД Туркменистана), с именем которого связывают выход клуба на международный профессиональный уровень.
Вплоть до 1996 года команда пополнялась в основном лучшими игроками Туркменистана. С середины 1996 в команду стали приходить игроки, которые по разным причинам оказались невостребованными на своей родине в странах СНГ. Сначала в команде, по протекции нового тренера национальной сборной Туркменистана Джемала Гугушвили, появились грузины Каха Гоголадзе, Георгий «Буба» Ткавадзе и Гурам Аспиндзелашвили. Первые двое вскоре приняли гражданство Туркменистана и стали играть в сборной Туркменистана.
В середине 1997, в преддверии старта в Кубке обладателей кубков Азии 1997-98, в команду пришли два россиянина — Валерий Брошин и Валерий Масалитин.
Чуть позже к команде присоединились Сергей Пасько и Вардан Хачатрян. К февральским играм на Кубке кубков Азии 1997-98 в команду ненадолго пришли украинские легионеры Андрей Хомин, Сергей Чуйченко и казахстанец Андрей Мирошниченко, которые внесли вклад в успешную игру команды в том розыгрыше. Украинцы в марте 1998 команду покинули по требованию Виктора Пожечевского, однако Чуйченко спустя некоторое время вернулся в клуб и помог ему вернуть чемпионский титул во внутреннем первенстве.
Осенью 1998 года, уже при новом тренере Викторе Пожечевском, в команде появились Карен Маркосян, Денис Переменин и два украинца, по окончании года покинувших команду — Андрей Клименко и Николай Лапко.
В январе 1999 ситуация в команде резко поменялась — вслед за ушедшими в отставку с поста президента Федерации футбола Туркменистана Борисом Шихмурадовым (экс-министр МИД Туркменистана) и его заместителем Какаджаном Атаевым, ФК «Копетдаг» покинул президент Байрам Шихмурадов (сын руководителя федерации). В итоге, команда оказалась финансово несостоятельна и уже в феврале 1999 года, после завершения Кубка чемпионов Содружества, из команды ушли почти все ведущие игроки, в том числе — Вардан Хачатрян, Карен Маркосян, Денис Переменин. Несмотря на успешную работу в Туркменистане, в начале 1999 года, главный тренер так же принимает решение вернуться на Украину. Команда концовку чемпионата закономерно провалила, уступив звание лучшей столичной «Нисе».

### Воссоздание клуба
В 2015 году на базе МВД Туркменистана клуб был создан заново и начал выступление в Первой лиге Туркменистана. Возрожденный клуб возглавил Саид Сеидов. Команда единственная из Первой лиги пробилась в Кубок Туркменистана по футболу 2015. В 2015 году команда победила в Первой лиге Туркменистана и получила место в Высшей лиге.
11 марта 2016 года «Копетдаг» провел первый матч после возвращения в Высшую лигу, подопечные Саида Сеидова сыграли вничью с «Едигеном» (1:1). В 2018 году под руководством Саида Сеидова «Копетдаг» стал обладателем Кубка Туркменистана по футболу.
В мае 2019 года тренер Сеидов покинул свой пост по собственному желанию. Исполняющим обязанности главного тренера был назначен Чары Аннаков. Вскоре наставником «Копетдага» стал Тофик Шукуров, который ранее входил в тренерский штаб «Ашхабада».

## Достижения
- Чемпион Туркменистана: 1992, 1993, 1994, 1995, 1997/98, 2000
- Обладатель Кубка Туркменистана: 1993, 1994, 1997, 1998/99, 2000, 2001, 2018
- Финалист Кубка Туркменистана: 1995, 2005, 2006
- Обладатель Кубка Средней Азии: 1953

## Азиатские кубки
| Сезон   | Турнир                        | Раунд            |                                    | Клуб             | Счет                     | Голы                                                                                         |
| ------- | ----------------------------- | ---------------- | ---------------------------------- | ---------------- | ------------------------ | -------------------------------------------------------------------------------------------- |
| 1994-95 | Азиатский Кубок чемпионов     | Отборочный раунд | Флаг Казахстана                    | Ансат            | 2:0                      | Нурмурадов, 6, Аннадурдыев, 24                                                               |
| 1994-95 | Азиатский Кубок чемпионов     | Отборочный раунд | Флаг Таджикистана                  | Ситора           | 7:1                      | Нурмурадов, 9, Хамидов, 11-авт., Мингазов, 45, Ч.Мухадов, 55, 65, 75, Сейдиев, 89            |
| 1994-95 | Азиатский Кубок чемпионов     | Отборочный раунд | Флаг Кыргызстана                   | Алга             | 1:0                      | Гильманов, 6                                                                                 |
| 1994-95 | Азиатский Кубок чемпионов     | Отборочный раунд | Флаг Узбекистана                   | Нефтчи (Фергана) | 1:2                      | Агаев, 84                                                                                    |
| 1995-96 | Азиатский Кубок чемпионов     | 1-й раунд        | Флаг Кыргызстана                   | Кант-Ойл         | (6:0, 0:2)               |                                                                                              |
| 1995-96 | Азиатский Кубок чемпионов     | 2-й раунд        | Флаг Ливана                        | Аль-Ансар        | (1:1, 5:0)               |                                                                                              |
| 1995-96 | Азиатский Кубок чемпионов     | 1-4 финала       | Флаг Ирана                         | Сайпа            | 0:1                      |                                                                                              |
| 1995-96 | Азиатский Кубок чемпионов     | 1-4 финала       | Флаг Катара                        | Аль-Араби        | 2:2                      | Золотухин, 8, Аннадурдыев, 89                                                                |
| 1995-96 | Азиатский Кубок чемпионов     | 1/4 финала       | Флаг Саудовской Аравии             | Аль-Наср         | 0:1                      |                                                                                              |
| 1996-97 | Азиатский Кубок чемпионов     | 1-й раунд        | Флаг Ирана                         | Персеполис       | (0:0, 0:1)               |                                                                                              |
| 1997-98 | Кубок обладателей кубков Азии | 1-й раунд        | Флаг Узбекистана                   | Нефтчи (Фергана) | (2:3, 4:0)               | Кульджагазов, 3, Брошин, 56; Федоров, 49-авт., Кульджагазов, 61, Аннадурдыев, 77, Брошин, 88 |
| 1997-98 | Кубок обладателей кубков Азии | 2-й раунд        | Флаг Казахстана                    | Кайрат           | (1:3, 2-0)               | Д. Мередов, 57; Агаев, 19-пен., 57-пен.                                                      |
| 1997-98 | Кубок обладателей кубков Азии | 1/4 финала       | Флаг Ирана                         | Аль-Шорта        | (4:0, 1-1)               | Хомин, 21, Чуйченко, 57, Ч. Мухадов, 72, Брошин, 83                                          |
| 1997-98 | Кубок обладателей кубков Азии | 1/2 финала       | Флаг Саудовской Аравии             | Аль-Наср         | 1-2                      | Магдиев, 79                                                                                  |
| 1997-98 | Кубок обладателей кубков Азии | за 3-е место     | Флаг Китайской Народной Республики | Бэйцзин Гоань    | 1:4                      | Чуйченко, 20                                                                                 |
| 1998-99 | Азиатский Кубок чемпионов     | 1-й раунд        | Флаг Казахстана                    | Иртыш (Павлодар) | (4:1, 0:3, рез-т аннул.) | Кульджагазов, 2, Агаев, 70-пен.,75, Байрамов, 78//                                           |
| 1998-99 | Азиатский Кубок чемпионов     | 2-й раунд        | Флаг Таджикистана                  | Вахш             | (1:0, 5:0)               | Маркосян, 53; Агаев, 7, 11, 41-пен., Брошин, 37, Маркосян, 44                                |
| 1998-99 | Азиатский Кубок чемпионов     | 1/4 финала       | Флаг ОАЭ                           | Аль-Айн          | 1:6                      | Байрамов, 20                                                                                 |
| 1998-99 | Азиатский Кубок чемпионов     | 1/4 финала       | Флаг Саудовской Аравии             | Аль-Хиляль       | 2:4                      | Кульджагазов, 14, Байрамов, 31                                                               |
| 1998-99 | Азиатский Кубок чемпионов     | 1/4 финала       | Флаг Ирана                         | Эстекляль        | 1:0                      | Халиков, 72                                                                                  |
| 2001-02 | Азиатский Кубок чемпионов     | 1-й раунд        | Флаг Узбекистана                   | Насаф            | (0:1, 0:3)               |                                                                                              |

## Тренеры
- Алексей Соколов (1950—1951)
- Лев Ольшанский (1952—1953)
- Степан Арутюнов (1957)
- Владимир Алякринский (1964)
- Владимир Еремеев (1965—1966)
- Сергей Будагов (1967—1968, 1971)
- Серафим Холодков (1969)
- Сергей Коршунов (1970, с июня)
- Владимир Юлыгин (1973—1974, 1986)
- Виктор Кузнецов (1975—1978, 1987)
- Анатолий Полосин (1979, до 11 июня)
- Валерий Непомнящий (1979, с 11 июня; 1982—1983)
- Эдуард Данилов (1984)
- Арсений Найденов (1985)
- Владислав Казаков (1988)
- Виктор Орлов (1989)
- Байрам Дурдыев (1990—1996, 2001—2002)
- Борис Лавров (1997—1998)
- Тачмурад Агамурадов (1998, по июль; 2000—2001)
- Виктор Пожечевский (1998, июль — 1999, январь)
- Равиль Мензелеев — Сергей Казанков (1999)
- Берды Нурмурадов (2003—2007)
- Саид Сеидов (2015—2019)
- Чары Аннаков (2019)[25]
- Тофик Шукуров (2019—2023)[26]